# Olga Espinach Fernández
Olga Espinach Fernández (San José, 21 de mayo de 1918-10 de julio de 2009) fue una periodista costarricense, gestora cultural, docente de artes plásticas y emprendedora. 

## Biografía
Hija de una familia modelo, realizó sus estudios de primaria en la escuela Marcelino García Flamenco, para luego ingresar al Colegio de Señoritas donde estudió la secundaria de forma parcial, trasladándose posteriormente al Colegio Sagrado Corazón en New Orleans, Estados Unidos, país donde estudió danza moderna, maquillaje y modelaje. En 1945 inició su carrera en Artes Plásticas en la Universidad de Costa Rica.
Su trayectoria cultural contó con el apoyo del entonces presidente de Costa Rica, José Figuerres Ferrer quien impulsó sus estudios artísticos como becaria en el Arts Student League de Nueva York en el área de pintura y escultura. Su influencia a nivel político y cultural le permitieron realizar actividades como lo fue la Semana del Arte de 1951, en la que participaron diversos artistas como Juan Manuel Sánchez, Luisa González de Sáenz, Francisco Amighetti, Fernando Centeno Güell, Luis Ferrero Acosta, Arnoldo Herrera, Hugo Díaz, Mauro Fernández y Carlos Salazar Herrera; cuyo evento representó la inauguración de la Escuela Casa del Artista (ECA), institución que a sus 70 años de fundación, lleva su nombre.

## Legado cultural
Espinach fue periodista de profesión, ejerciendo por 22 años en diferentes medios de comunicación escrita. No obstante, su gusto por la cultura le permitió desempeñarse en diversas áreas artísticas.
Fundó el periódico Siglo XX en 1952 especializado en temas culturales, en el cual ejerció como directora y redactora. Formó parte del periódico La Nación, creando el suplemento Arte Nacional en el que abordó temas sociales y con enfoque de género. Fue miembro del Consejo Consultivo de Artes y Letras desde 1978 donde permaneció por cuatro años. Sus aportes a la cultura costarricense y rol de mujer emprendedora, fue registrado en diversas publicaciones del periódico Mundo Femenino, del cual formó parte como redactora, además del Diario La República donde se desempeñó como la primera mujer periodista de éste medio.
En las artes escénicas, Olga Espinach fundó el Teatro Experimental de la Casa del Artista en 1977. Fue fundadora del Teatro Arlequín junto con su esposo Lucio Ranucci en 1978 y fundadora y propietaria del Teatro Las Máscaras y trabajó además con el Teatro de la Prensa conocido como el Teatro de Periodistas.
En el campo de la danza, fue promotora como directora artística en la Escuela de Ballet Tico Margarita Esquivel Rhormoser, logrando ser presentado en Guatemala, mediante invitación gubernamental en representación de la Junta Fundadora de la Segunda República.
Espinach estudió en Nueva York junto con John Power diseñador y asesor de modelaje. En 1946, presentó la Rapsodya de Oro y Encaje en el Teatro Nacional, en la cual recopiló la historia de la moda en Costa Rica durante la última centuria, en cuya presentación se utilizaron trajes auténticos. Fundó además el Mercado Artesanal de Lachner y Sáenz, siendo éste la base de los mercados artesanales actuales.
Siendo redactora del periódico La Nación, extendió su apoyo a los niños repartidores de los periódicos (niños pregoneros), mediante la enseñanza del dibujo y la pintura, dotándolos a su vez de los materiales necesarios para su aprendizaje. Tal fue su colaboración a los niños en vulnerabilidad social, que tiempo después en 1951, fundó en apoyo de la artista Lola Fernández, la Escuela Casa del Artista, la cual hoy lleva su nombre. Luego de fundada la Escuela, continúo colaborando en proyectos de bienestar social como fue el proyecto con la Escuela de los Cuadros, Goicoechea, en que aplicó la enseñanza de la pintura como estrategia de prevención de la delincuencia.  En su faceta como pintora, participó en 27 exposiciones colectivas.

## Reconocimientos
- En sus más de 40 años de gestión cultural, fue reconocida con las siguientes menciones:[3]

- 1951 Pergamino de agradecimiento por participación en la Primera Gira del Teatro Universitario

- 1970 Placa otorgada por las Damas Israelitas en el Año Internacional de la Mujer

- 1973 Medalla del Buen Servidor otorgada por el Club Rotario

- 1977 Nombrada Mujer del Año por la Unión de Mujeres Americanas

- 1977 Nombrada Mujer del Año por el Grupo Folklórico de Costa Rica

- 1978 Pergamino de Honor otorgado por el Colegio Superior de Señoritas en su 90 Aniversario

- 1978 Diploma de Honor de la Asociación de Autores de Guatemala

- 1981 Pergamino de Reconocimiento otorgado por la Contraloría General de la República

- 1984 Pergamino de Honor al Mérito otorgado por Mujeres Profesionales y de Negocios

- 1984 Placa de Honor otorgada por el periódico La República

- 1984 Placa otorgada por el CIM y el Comité pro celebración del Año Internacional de la Mujer

- 1984 Platón de Plata de los alumnos del Taller de la Caja Costarricense del Seguro Social

- 1986 Pergamino otorgado por el Colegio de Periodistas en la XIV Semana de la Prensa

- 1987 Pergamino de Honor al Mérito otorgado por Coopecaraigres y Coopeacosta

- 1988 Diploma de Reconocimiento de la Asociación Pro Democracia (APRODEM)

- 1989 Premio Fernández Ferraz otorgado por el Instituto de Cultura Hispánica

- 1991 Pergamino otorgado por el Colegio de Periodistas por participación en el Seminario Realidad

- 1991 Pergamino de Mujeres Profesionales y de Negocios de Costa Rica

- 1991 Pergamino de Reconocimiento por parte de la Caja Costarricense de Seguro Social

- 1992 El Colegio de Periodistas le brinda homenaje asignando el nombre de Olga Espinach a la Galería de arte del Colegio

- 1996 Ceremonia de homenaje en la Casa Rosada, gestionada por la Asamblea Legislativa

- 2021 Declarada Benemérita de la Patria por la Asamblea Legislativa de Costa Rica según expediente N.º 22155[4]

## Galería de retratos

Retratos de Olga Espinach Fernández
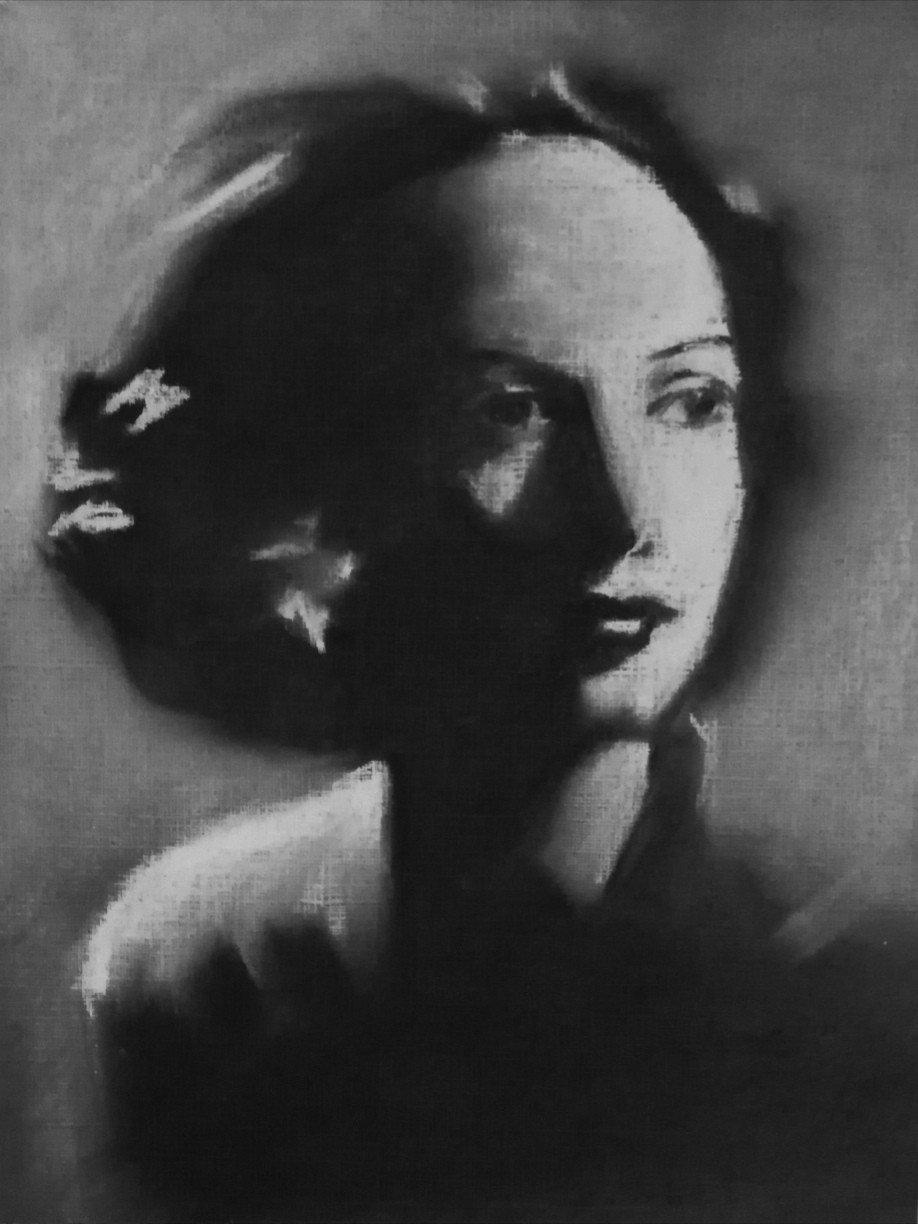
Pablo Amaya Nájera (2019). Técnica mixta, carboncillo y tiza pastel
Osvaldo Madrigal (2009) Técnica escultura
Juan Carlos Muñoz (2007). Técnica pintura óleo